# Aloe sinkatana
Aloe sinkatana es un pequeño aloe nativo de Sudán.

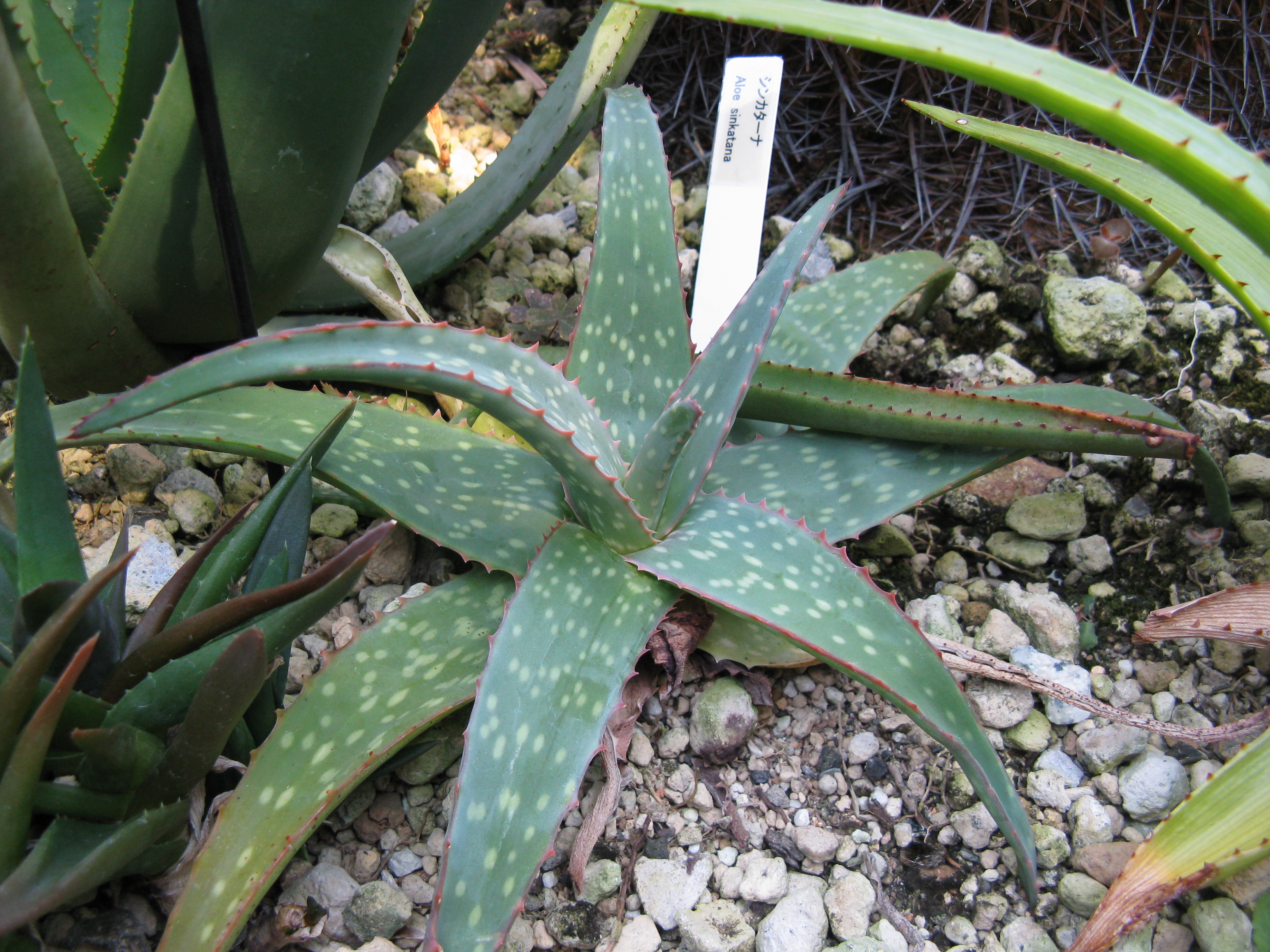
Vista de la planta

## Distribución
Crece en llanuras, colinas y montañas a una altitud de 1000 m  en suelos arenosos con un tipo de vegetación semidesértica. La población silvestre ha sido diezmada por sus hojas que se valoran en el tratamiento de la enfermedad de la piel. 

## Taxonomía
Aloe sinkatana fue descrita por Gilbert Westacott Reynolds y publicado en Journal of South African Botany 23: 39, en el año 1957.
Etimología
Ver: Aloe
El epíteto de sinkatana proviene de Sinkat, su localidad de origen en Sudán.